# Singularnost je blizu
Singularnost je blizu: Kada ljudi prevaziđu biologiju je nefikcijska knjiga iz 2005. o veštačkoj inteligenciji i budućnosti čovečanstva pronalazača i futuriste Reja Kurcvajla. Knjiga koja je nastavak, Singularnost je bliže, objavljena je 25. juna 2024. godine.
Knjiga se zasniva na idejama predstavljenim u Kurzvajlovim prethodnim knjigama, Doba inteligentnih mašina (1990) i Doba duhovnih mašina (1999). U ovoj knjizi Kurcvajl prihvata termin „singularnost“, koji je popularizovao Vernor Vindž u svom eseju iz 1993. „Nadolazeća tehnološka singularnost“.
Kurcveil opisuje svoj Zakon ubrzanja povrata, koji predviđa eksponencijalni porast tehnologija kao što su računari, genetika, nanotehnologija, robotika i veštačka inteligencija. Jednom kada se postigne singularnost, Kurcvajl kaže da će mašinska inteligencija biti beskonačno moćnija od celokupne ljudske inteligencije zajedno. Singularnost je takođe tačka u kojoj bi se inteligencija mašina i ljudi spojila; Kurcvajl predviđa ovaj datum: „Ja sam odredio datum za Singularnost — koji predstavlja duboku i remetilačku transformaciju ljudskih sposobnosti — kao 2045. godinu“.

## Literatura
- Kurzweil, Ray (2005). The Singularity is Near. New York: Viking Books. ISBN 978-0-670-03384-3. PDF
- Vinge, Vernor (1993). „Vernor Vinge on the Singularity”. San Diego State University. Приступљено 11. 4. 2013.

## Spoljašnje veze
- Singularity.com, official website for the book
- Vice Magazine interview with Ray Kurzweil - Link down, 5/11/15
- Documentary- The Singularity of Ray Kurzweil on YouTube
- Wall Street Journal review by Glenn Harlan Reynolds
- Brain Chips and Other Dreams of the Cyber-Evangelists by John Horgan
- Singularnost je blizu na sajtu  (jezik: engleski)
- IEEE Spectrum special report on the Singularity
- Ray Kurzweil: The Coming Singularity - Big Think YouTube